# كارلوس كارمونا بونيت
كارلوس كارمونا بونيت (بالإسبانية: Carlos Carmona Bonet)‏ (مواليد 5 يوليو 1987 - بالما دي ميورقة ، إسبانيا) لاعب كرة قدم إسباني ، يلعب في مراكز الجناحين الأيمن والأيسر وخط الوسط المحوري ، ويلعب حاليًا لريال سبورتينغ خيخون الإسباني منذ عام 2012.

## روابط خارجية
- كارلوس كارمونا بونيت على موقع قاعدة بيانات كرة القدم.إي يو (الإنجليزية)
- كارلوس كارمونا بونيت على موقع Soccerbase.com (لاعب) (الإنجليزية)
- كارلوس كارمونا بونيت على موقع Soccerway.com (الإنجليزية)
- كارلوس كارمونا بونيت على موقع AS.com (الإسبانية)